# Possessió (pel·lícula de 2002)
Possessió (títol original: Possession) és una pel·lícula estatunidenco-britànica dirigida per Neil LaBute l'any 2002 segons la novel·la Possession: A Romance d'Antonia Susan Byatt (o A.S. Byatt) publicada l'any 1990.

## Argument
A través de velles cartes, Maud Baily i Roland Mitchell, brillants universitàries especialitzats en literatura i decebuts de l'amor, descobreixen la relació secreta i apassionada de dos famosos poetes victorians: Randolph Henry Ash, un il·lustre poeta casat i reputat molt fidel, i una de les seves col·legues, Christabel LaMotte, la vida virtuosa de les quals sembla no tenir misteris. Maud i Roland reviuran amb totes les seves emocions els sentiments del passat dels dos poetes, amb risc de trastocar la seva pròpia vida.

## Repartiment
- Gwyneth Paltrow: Maud Bailey
- Aaron Eckhart: Roland Michell
- Jeremy Northam: Randolph Henry Ash
- Jennifer Ehle: Christabel LaMotte
- Lena Headey: Blanche Glover
- Holly Aird: Ellen Ash
- Toby Stephens: Fergus Wolfe
- Trevor Eve: Cropper
- Tom Hickey: Blackadder
- Georgia Mackenzie: Paola
- Tom Hollander: Euan
- Graham Crowden: Sir George
- Anna Massey: Lady Bailey
- Craig Crosbie: Hildebrand
- Christopher Good: Crabb-Robinson
- Élodie Frenck: Sabine

## Acollida

### Box-office
El film s'ha trobat amb un fracàs comercial en la seva sortida a sales, informant 14.815.898 dòlars de recaptacions mundials, dels quals 10.113.733 als Estats Units, on ha conegut una distribució limitada disposició fins a 343 sales durant les dues setmanes següents a la seva estrena, abans de ser distribuïda fins a 619 sales durant la resta de la seva explotació.